# Uroleucon katonkae
Uroleucon katonkae är en insektsart som först beskrevs av Hottes 1933.  Uroleucon katonkae ingår i släktet Uroleucon och familjen långrörsbladlöss. Inga underarter finns listade i Catalogue of Life.